# For LP Fans Only
Albums de Elvis Presley
King Creole
(1958) A Date with Elvis
(1959)
For LP Fans Only est un album d'Elvis Presley sorti en février 1959. Il rassemble des chansons déjà parues en 45 tours ou en EP les années précédentes.

## Titres

### Face 1
1. That's All Right (Arthur Crudup) – 1:55
2. Lawdy Miss Clawdy (Lloyd Price) – 2:08
3. Mystery Train (Herman Parker Jr., Sam Phillips) – 2:24
4. Playing for Keeps (Stan Kesler) –2:50
5. Poor Boy (Vera Matson, Elvis Presley) – 2:13

### Face 2
1. My Baby Left Me (Arthur Crudup) – 2:12
2. I Was the One (Aaron Schroeder, Claude Demetrius, Hal Blair, Bill Peppers) – 2:34
3. Shake, Rattle and Roll (Charles Calhoun) – 2:37
4. I'm Left, You're Right, She's Gone (Stan Kesler, William E. Taylor) – 2:36
5. You're a Heartbreaker (Jack Sallee) – 2:12